# 塔贝阿·克梅
塔貝阿·克默（德語：Tabea Kemme，1991年12月14日—），德國前職業女子足球運動員，最後一次效力於阿森納女子足球俱樂部，2020年宣佈退役。在她青年時期與早年生涯最初的兩個賽季，是球場中的攻擊手，但漸漸地她開始踢防守的位置。